# Hylas
Pour le satellite, voir HYLAS.

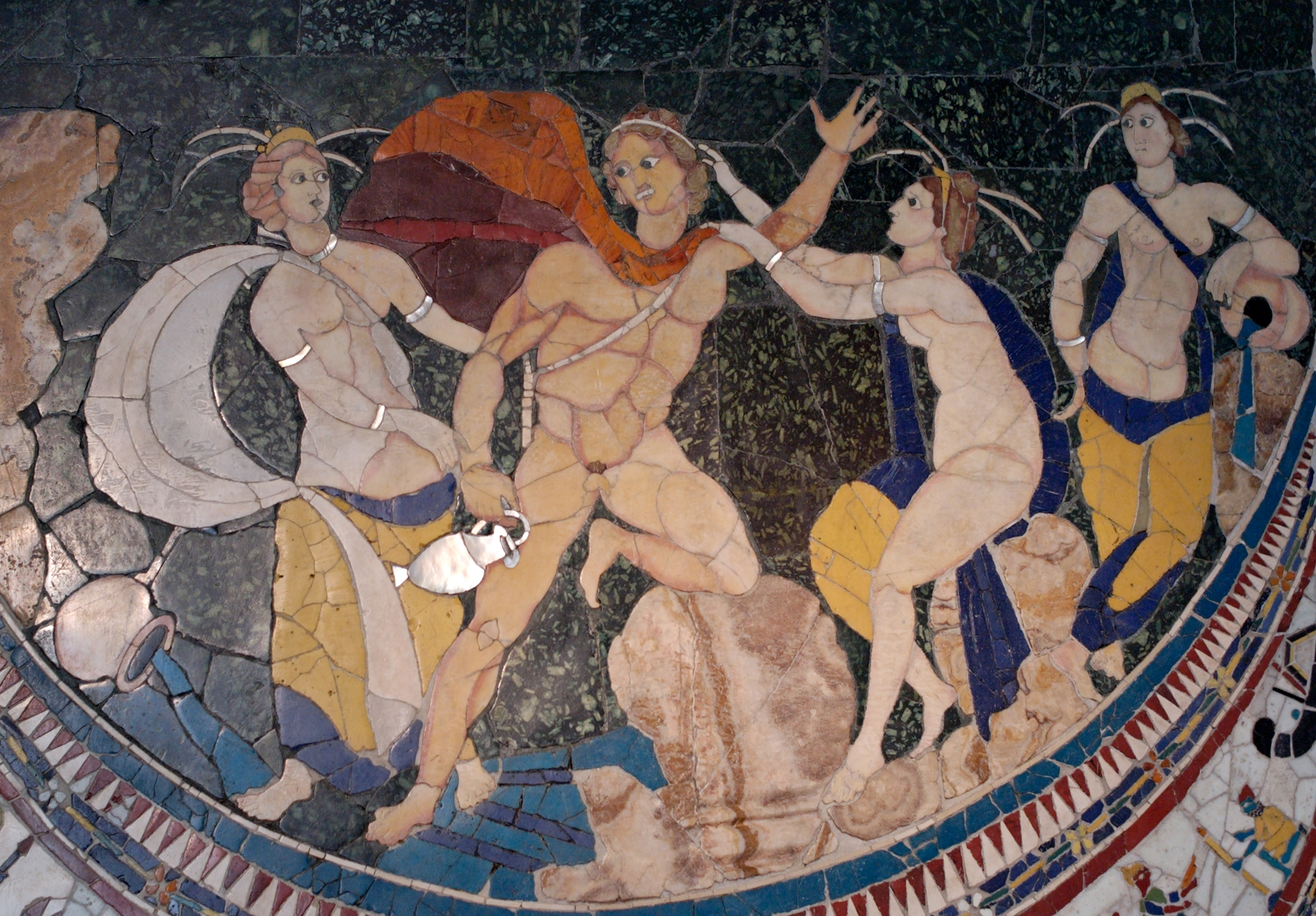
Le rapt d'Hylas par les nymphes, panneau en opus sectile du IVe siècle provenant de la basilique de Junius Bassus sur l'Esquilin, Rome, palais Massimo alle Terme.

Dans la mythologie grecque, Hylas (en grec ancien Ὕλας / Hýlas) est le fils de Théodamas, roi des Dryopes, et l'éromène d'Héraclès.

## Famille
Hylas est le fils de Théodamas, roi des Dryopes, et de la nymphe Ménodicé (en), une fille d'Orion.

## Mythe
Hylas participe à l'expédition des Argonautes et fait une halte en Bithynie près des côtes de Mysie avec ses compagnons. Étant allé puiser de l'eau à la cascade, il est enlevé par les nymphes du lieu qui, éprises de sa beauté, l'entraînent dans les profondeurs à jamais.
Héraclès, inquiet de ne voir revenir Hylas, gémissant et l'appelant en vain, erre dans les bois, aidé par le Lapithe Polyphème, à la recherche de son amant disparu. Pendant ce temps, les Argonautes, profitant d'une brise favorable, ont levé l'ancre, sans attendre le retour des quelques héros descendus à terre.
Polyphème demeura dans le pays et fonda la ville de Cios, sur laquelle il régna. Héraclès, de son côté, promit aux Mysiens de les laisser en paix s'ils continuaient à rechercher Hylas.
La tradition se maintint aux époques historiques où l'on voyait chaque année des prêtres parcourir la campagne en criant à tous les échos le nom d'Hylas.

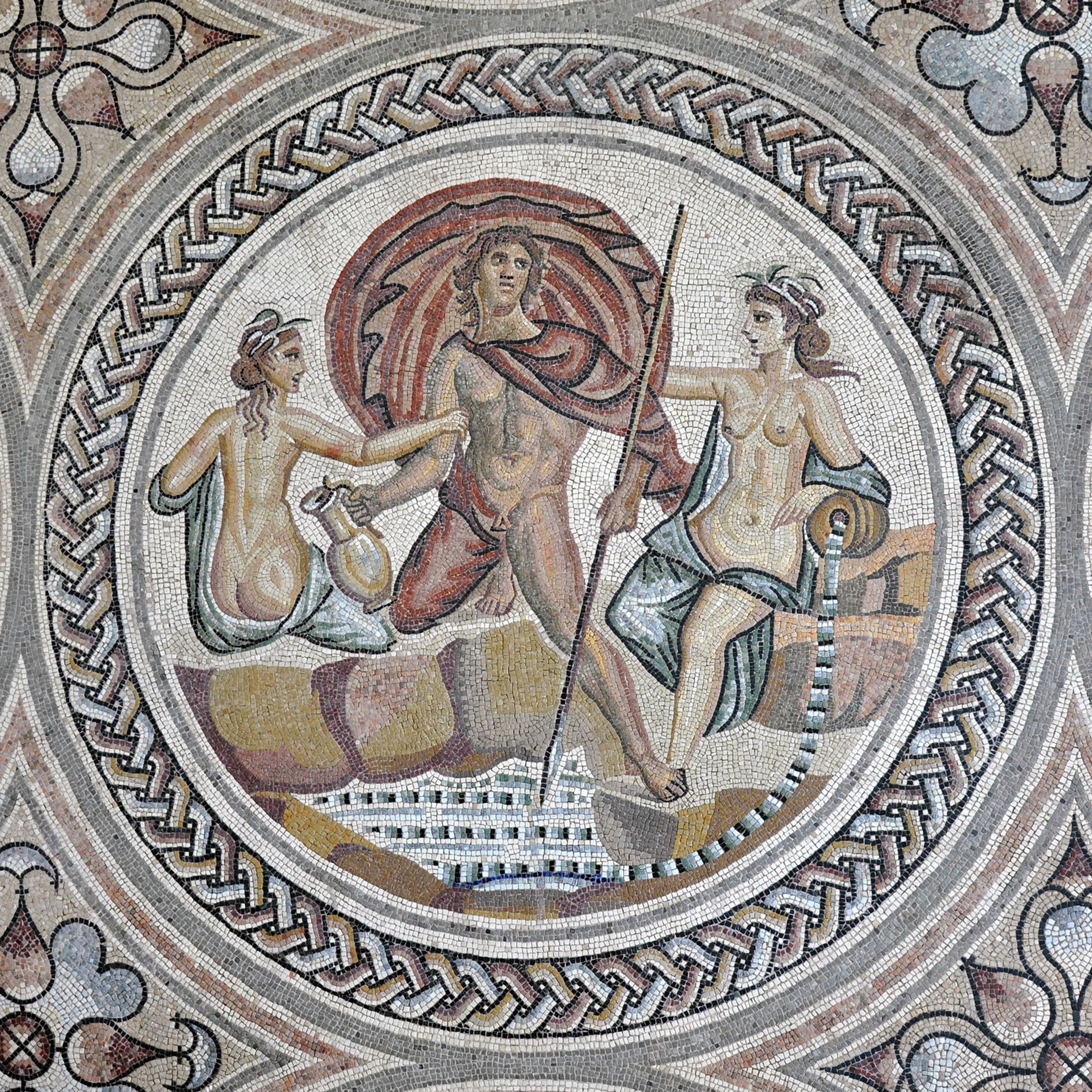
Hylas et les Nymphes, mosaïque du IIIe siècle, site de Saint-Romain-en-Gal, musée gallo-romain de Saint-Romain-en-Gal.
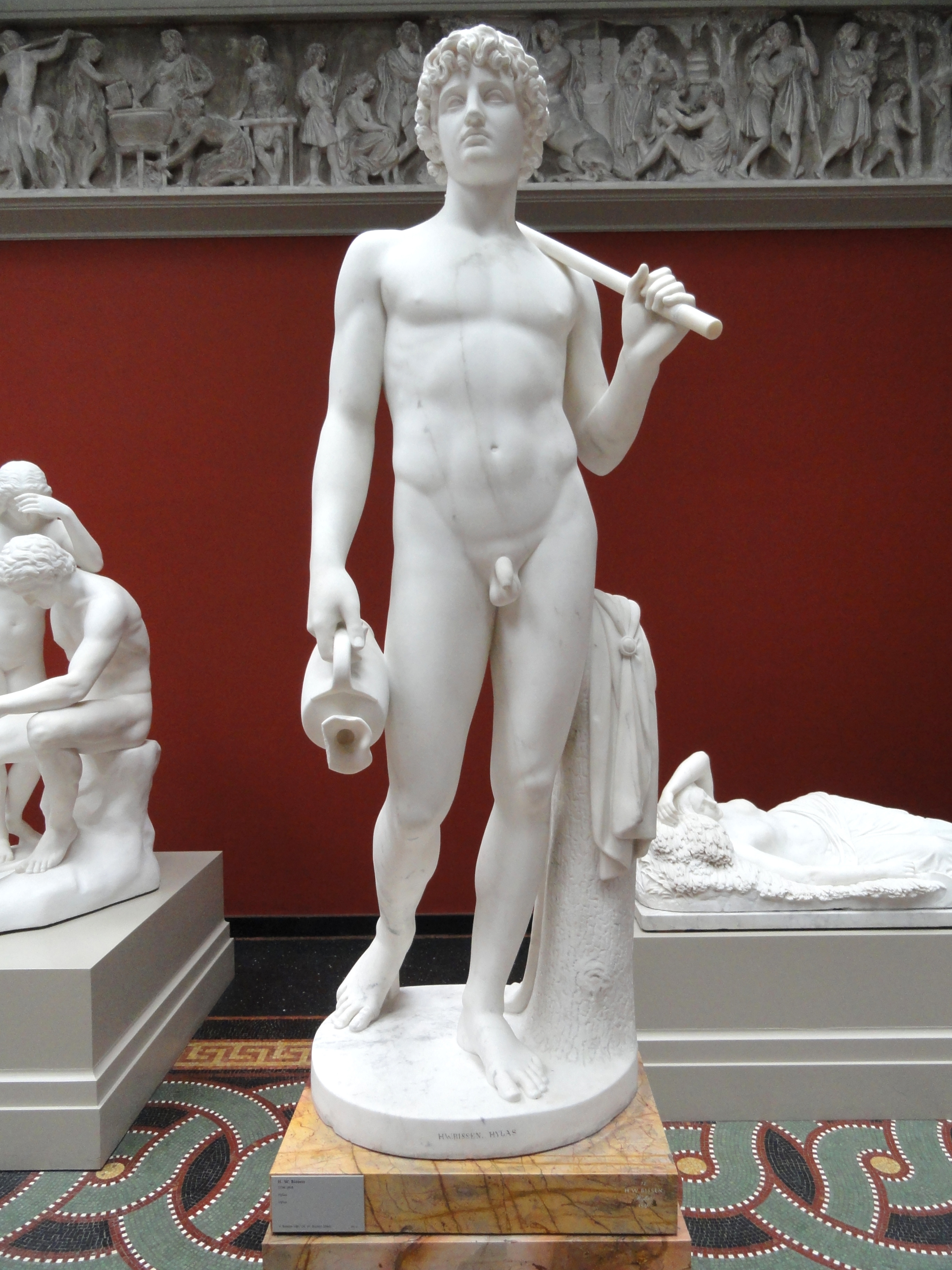
Herman Wilhelm Bissen, Hylas (1846), Copenhague, Ny Carlsberg Glyptotek.
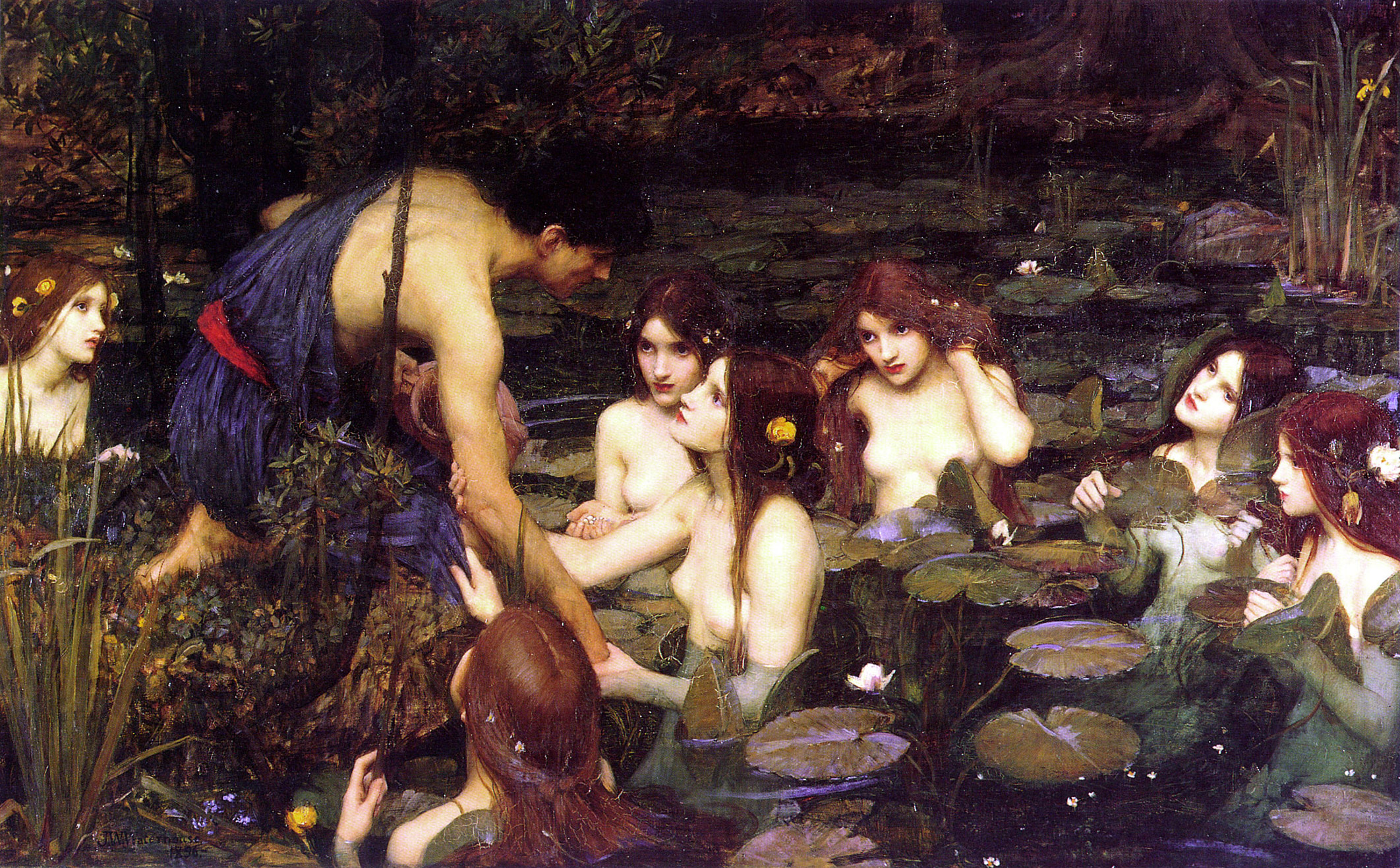
John William Waterhouse, Hylas enlevé par les Nymphes (1896), huile sur toile, Manchester City Art Galleries.

## Sources
- Pseudo-Apollodore, Bibliothèque [détail des éditions] [lire en ligne].
- Apollonios de Rhodes, Les Argonautiques (chant I, vers 1207 et suiv.)
- Ovide, Métamorphoses [détail des éditions] [lire en ligne].
- Pausanias, Description de la Grèce [détail des éditions] [lire en ligne].
- Properce, Élégies [détail des éditions] [lire en ligne] (I, 20).
- Virgile, Bucoliques [détail des éditions] [lire en ligne] (VII, vers 41 et suiv.) et Géorgiques [détail des éditions] [lire en ligne] (III, vers 6).